# Обрі (Арканзас)
Обрі (англ. Aubrey) — місто (англ. town) в США, в окрузі Лі штату Арканзас. Населення — 108 осіб (2020).

## Географія
Обрі розташоване на висоті 62 метри над рівнем моря за координатами 34°43′11″ пн. ш. 90°53′53″ зх. д. / 34.71972° пн. ш. 90.89806° зх. д. (34.719723, -90.898069).  За даними Бюро перепису населення США в 2010 році місто мало площу 0,91 км², уся площа — суходіл. В 2017 році площа становила 0,86 км², уся площа — суходіл.

## Демографія
Згідно з переписом 2010 року, у місті мешкало 170 осіб у 72 домогосподарствах у складі 52 родин. Густота населення становила 186 осіб/км².  Було 91 помешкання (100/км²). 
Расовий склад населення:
| - 68,2 % — білих - 29,4 % — чорних або афроамериканців - 0,6 % — вихідців з тихоокеанських островів - 1,2 % — осіб інших рас |

До двох чи більше рас належало 0,6 %. Іспаномовні складали 1,2 % від усіх жителів.
За віковим діапазоном населення розподілялося таким чином: 21,2 % — особи молодші 18 років, 54,1 % — особи у віці 18—64 років, 24,7 % — особи у віці 65 років та старші. Медіана віку мешканця становила 50,5 року. На 100 осіб жіночої статі у місті припадало 97,7 чоловіків;  на 100 жінок у віці від 18 років та старших — 88,7 чоловіків також старших 18 років.
За межею бідності перебувало 17,1 % осіб, у тому числі 58,3 % дітей у віці до 18 років та 8,5 % осіб у віці 65 років та старших.
Цивільне працевлаштоване населення становило 87 осіб. Основні галузі зайнятості: сільське господарство, лісництво, риболовля — 66,7 %, роздрібна торгівля — 17,2 %, будівництво — 5,7 %, освіта, охорона здоров'я та соціальна допомога — 4,6 %.
За даними перепису населення 2000 року в Обрі проживала 221 особа, 59 сімей, налічувалося 92 домашніх господарств і 103 житлових будинки. Середня густота населення становила близько 245,6 осіб на один квадратний кілометр. Расовий склад Обрі за даними перепису розподілився таким чином: 67,87 % білих, 30,32 % — чорних або афроамериканців, 1,81 % — інших народів. Іспаномовні склали 4,07 % від усіх жителів містечка.
З 92 домашніх господарств в 26,1 % — виховували дітей віком до 18 років, 54,3 % представляли собою подружні пари, які спільно проживали, в 10,9 % сімей жінки проживали без чоловіків, 34,8 % не мали сімей. 32,6 % від загального числа сімей на момент перепису жили самостійно, при цьому 21,7 % склали самотні літні люди у віці 65 років та старше. Середній розмір домашнього господарства склав 2,40 особи, а середній розмір родини — 3,12 особи.
Населення містечка за віковим діапазоном за даними перепису 2000 року розподілилося таким чином: 27,1 % — жителі молодше 18 років, 6,3 % — між 18 і 24 роками, 18,1 % — від 25 до 44 років, 24,9 % — від 45 до 64 років і 23,5 % — у віці 65 років та старше. Середній вік мешканця склав 43 року. На кожні 100 жінок в Обрі припадало 63,7 чоловіків, у віці від 18 років та старше — 69,5 чоловіків також старше 18 років.
Середній дохід на одне домашнє господарство в містечкі склав 19 167 доларів США, а середній дохід на одну сім'ю — 19 167 доларів. При цьому чоловіки мали середній дохід в 20 250 доларів США на рік проти 16 111 доларів середньорічного доходу у жінок. Дохід на душу населення в містечкі склав 11 805 доларів на рік. 15,2 % від усього числа сімей в населеному пункті і 18,0 % від усієї чисельності населення перебувало на момент перепису населення за межею бідності, при цьому з них були молодші 18 років і 18,8 % — у віці 65 років та старше.